# Léopold Delbeke
Pour les articles homonymes, voir Delbeke.
Léopold Delbeke, né le 30 juin 1866 à Paris où il est mort le 23 novembre 1939, est un peintre français.

## Biographie
Léopold Jean Ange Delbeke est le fils de Jean Léopold Delbeke, peintre décorateur, et d'Élisa Marie Vandeviele.
Élève de William Bouguereau, de Gabriel Ferrier et d'Alfred de Richemont et de l’École nationale des Beaux-Arts, il expose au Salon à partir de 1897.
En 1898, il épouse Blanche Marie Mauge.
Il meurt à l'âge de 73 ans à son domicile de l'avenue de Wagram. Il est inhumé au cimetière du Père-Lachaise.

## Œuvres exposées aux Salons parisiens
- Le Premier vendredi du mois, au Salon de 1897
- Vision douloureuse, au Salon de la société des artistes français de 1898 et en 1942 au salon  de l'école française. Il est exposé au musée Huppy- Autrefois. Il est visible tous les mercredis de 14 h à 16h 00 . Contact : jpparant@huppy-patrimoine.fr . https://www.huppy-patrimoine.fr/
- Recueillement !… ; Église Saint-Julien-le-Pauvre, au Salon de 1899
- Visite de Charité !, Exposé au salon trisannuel  de Bruxelles sous le n°173 et  au 4éme de l'école française  au grand palais en janvier et février 1907. Il est exposé au musée Huppy- Autrefois. Il est visible tous les mercredis de 14 h à 16h 00 . Contact : jpparant@huppy-patrimoine.fr. https://www.huppy-patrimoine.fr/
- L'Inoubliable leçon, au Salon de 1901
- Église de Sainte… ; Fragment d'un projet de peintures murales destinées à orner les fausses fenêtres, au Salon de 1903